# Jerónimo de Praga
Jerónimo de Praga (Praga, Bohemia, Chequia, 1360 - Constanza, Alemania, 30 de mayo de 1416) fue un predicador bohemio, seguidor de John Wyclif y defensor de la tesis de Juan Hus.
En su juventud conoció a Hus en la Universidad de Praga. Estudió en la Universidad de Oxford, Inglaterra, donde conoció la doctrina de Wyclif, la cual llevó a Bohemia.
Defendió la tesis husita en distintos lugares de Europa, para finalmente, acudir en apoyo de Hus que había sido arrestado en el concilio de Constanza y condenado a morir en la hoguera. Jerónimo también fue arrestado, juzgado y condenado a morir en la hoguera por herejía.

## Detención de Jerónimo
Al despedir Jerónimo a Hus, cuando este partió para asistir al concilio, le exhortó a ser valiente y firme, declarándole que si caía en algún peligro él mismo acudiría en su auxilio. Al saber que el reformador se hallaba encarcelado, el fiel discípulo se dispuso inmediatamente a cumplir su promesa. Salió para Constanza con un solo compañero y sin proveerse de salvoconducto. Al llegar a la ciudad, se convenció de que sólo se había expuesto al peligro, sin que le fuera posible hacer nada para libertar a Hus. Huyó entonces, pero fue arrestado en el camino y devuelto a la ciudad cargado de cadenas, bajo la custodia de una compañía de soldados.

## Juicio de Jerónimo
En su primera comparecencia ante el concilio, sus esfuerzos para contestar los cargos que se le impugnaban apenas se oían entre los gritos: "¡A la hoguera con él! ¡A las llamas!"- Fue arrojado en un calabozo, lo encadenaron en una postura muy penosa y lo tuvieron a pan y agua. Después de algunos meses, las crueldades de su encarcelamiento le causaron a Jerónimo una enfermedad que puso en peligro su vida, y sus enemigos, temiendo que se les escapase, le trataron con menos severidad aunque dejándole en la cárcel por un año.
El concilio de Constanza resolvió que en vez de quemar a Jerónimo se le obligaría, si posible fuese, a retractarse. El ánimo de Jerónimo decayó y consintió en someterse al concilio. Se comprometió a adherirse a la fe católica y aceptó el auto de la asamblea que condenaba las doctrinas de Wiclif y de Hus. 
Por medio de semejante expediente Jerónimo trató de acallar la voz de su conciencia y librarse de la condena; pero, vuelto al calabozo, a solas consigo mismo percibió la magnitud de su acto. Comparó el valor y la fidelidad de Hus con su propia retractación. 
Pronto fue llevado otra vez ante el concilio, pues sus declaraciones no habían dejado satisfechos a los jueces. Desvirtuó su anterior retractación y, a punto de morir, exigió que se le diera oportunidad para defenderse. Temiendo los prelados el efecto de sus palabras, insistieron en que se limitara a afirmar o negar lo bien fundado de los cargos que se le hacían. Jerónimo protestó contra tamaña crueldad e injusticia. Al censurarse a sí mismo por haber negado la verdad, dijo Jerónimo: "De todos los pecados que he cometido desde mi juventud, ninguno pesa tanto sobre mí ni me causa tan acerbos remordimientos como el que cometí en este funesto lugar, cuando aprobé la inicua sentencia pronunciada contra Wyclif y contra el santo mártir, Juan Hus, maestro y amigo mío.."
Volvió con esto a estallar la tempestad de ira, y Jerónimo fue devuelto en el acto al calabozo. A pesar de todo, hubo en la asamblea algunos que quedaron impresionados por sus palabras y que desearon salvarle la vida. En breve se falló sentencia de muerte contra él. Le condujeron en seguida al mismo lugar donde Hus había dado su vida. Fue al suplicio cantando, iluminado el rostro de gozo y paz.
Las últimas palabras que pronunció cuando las llamas le envolvían fueron una oración. Dijo: "Señor, Padre todopoderoso, ten piedad de mí y perdóname mis pecados, porque tú sabes que siempre he amado tu verdad."